# 키우사노디산도메니코
키우사노디산도메니코(이탈리아어: Chiusano di San Domenico)는 이탈리아 캄파니아주 아벨리노도의 코무네다.